# Ministero degli affari esteri (Lettonia)
Il ministero degli affari esteri della Repubblica di Lettonia (in lettone: Latvijas Republikas Ārlietu ministrija) è il dicastero del governo lettone deputato a gestire le relazioni internazionali della Lettonia.
L'attuale ministro è Edgars Rinkēvičs, membro del partito lettone Unità.
Il ministero gestisce sia le relazioni bilaterali con gli altri stati che con le organizzazioni internazionali come le Nazioni Unite, l'Unione Europea, la NATO, l'OSCE, l'FMI e la WTO, nonché la partecipazione del paese al Trattato di Schengen. Esso sovrintende inoltre al rilascio del visto d'ingresso e con il Ministero dell'Economia si occupa delle politiche di sviluppo economico e del commercio internazionale.